# Jesse Burkett
Jesse Cail Burkett (Wheeling, Virginia Occidental, 4 de diciembre de 1868-Worcester, Massachusetts, 27 de mayo de 1953), más conocido como Jesse Burkett, fue un jugador profesional estadounidense de béisbol que se desempeñó en la posición de jardinero izquierdo en las Grandes Ligas de Béisbol (MLB). Es miembro del Salón de la Fama del Béisbol.

## Carrera
Burkett jugó como profesional una temporada en New York Giants (1890), después pasó a Cleveland Spiders (1891-1898), luego a St. Louis Cardinals (1899-1901), posteriormente a St. Louis Browns (1902-1904), y finalmente, a Boston Red Sox, donde jugó una temporada (1905), y fue el equipo en el que se retiró.

## Reconocimiento
En 1946, ingresó como miembro al Salón de la Fama del Béisbol.